# Blue Line
Pour les articles homonymes, voir BLE.
Blue Line (code AITA : 4Y ; code OACI : BLE) était une compagnie aérienne française fondée en 2002, mise en liquidation judiciaire le 6 septembre 2010 et ayant cessé ses vols le 6 octobre 2010.

## Historique
La compagnie est créée en janvier 2002 par 8 anciens salariés de la compagnie OCCITANIA. Les opérations ont débuté durant le mois de mai de la même année avec un seul avion : un Fokker 100. Dès le début, la compagnie vise les clients VIP : voyages d'entreprise ou équipes sportives.
La compagnie est placée en liquidation judiciaire le 6 septembre 2010 par le Tribunal de Commerce de Pontoise. Elle est autorisée à continuer à opérer jusqu'au 6 octobre 2010.

## Aujourd'hui
La compagnie disposait d'un parc de sept avions (Fokker 100, MD 83 et A310-300), 200 salariés, plus de 300 000 passagers transportés par an : rock stars, équipes de football, de rugby, chefs d’entreprises…
Son positionnement était positionné haut de gamme (Luxury travel / VIP).
Elle travaillait exclusivement pour le compte des donneurs d’ordre que sont les courtiers aériens, les tours opérateurs et de nombreuses compagnies aériennes dont le Groupe Air France.
Parmi les fidèles clients de Blue Line, l’on trouve le groupe Air France-KLM, FlyBe, Spanair, Virgin, Icelandair, Meridiana, Edelweiss Air, TUI, Hamburg International, Thomas Cook Airlines, etc.

## Flotte

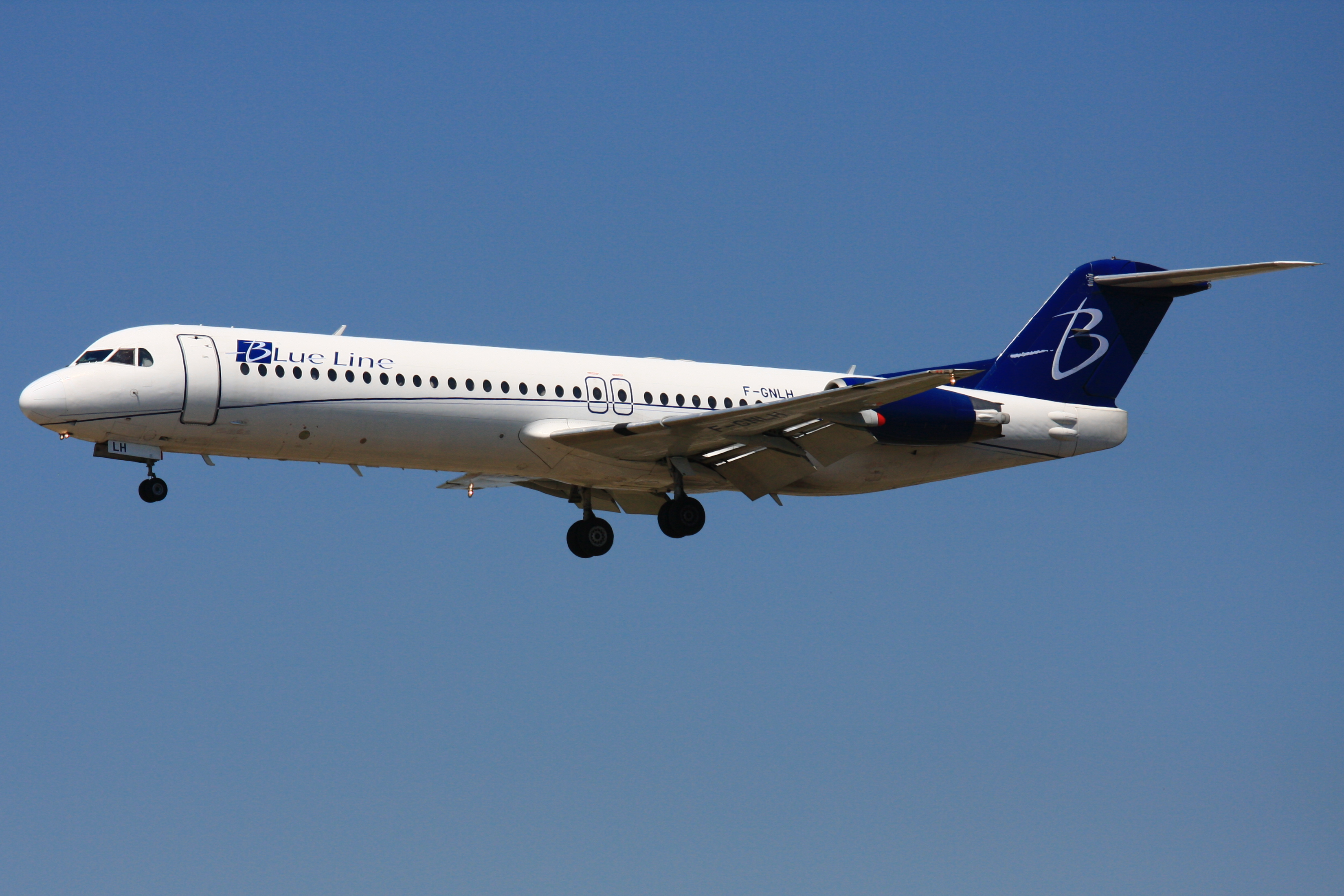
Fokker 100 aux couleurs de la compagnie Blue Line

La compagnie exploitait deux Fokker 100, quatre McDonnell Douglas MD-83 et un Airbus A310. Elle a par ailleurs obtenu l'extension de son certificat de transporteur aérien lui permettant de se poser aux États-Unis.
Les MD80, Fokker 100 et A310-300 bénéficiaient d'une cabine qui peut être configurée tant en capacité charter qu'en capacité VIP.
Le premier A310 de la compagnie, sorti des chaines d'assemblage en 1993, a effectué son premier vol commercial en livrée Blue Line le 9 mai 2009. Il a bénéficié d'une check D. Il fait l'objet d'une location opérationnelle pour une durée de sept ans auprès d'Airbus. Il a un rayon d'action de 11 110 km.
Un second appareil, immatriculé F-HBOS, est entré dans la flotte en juillet 2010(ex OK-YAD de CSA Czech Airlines).
Pour remplacer ces F100 et Md-83, la compagnie devait lancer un cahier des charges début 2010. Pour des livraisons devant s'échelonner de 2011 à fin 2012, la compagnie voulait faire son choix entre les familles Airbus A320 ou Boeing 737NG.